# Birlestik
Birlestik (ryska: Бирлестик) är en ort i Kazakstan. Den ligger i den norra delen av landet, 300 km nordväst om huvudstaden Astana. Birlestik ligger 233 meter över havet och antalet invånare är 1 354.
Terrängen runt Birlestik är platt. Runt Birlestik är det glesbefolkat, med 8 invånare per kvadratkilometer. Det finns inga andra samhällen i närheten. Trakten runt Birlestik består till största delen av jordbruksmark.